# 築地市場移転問題

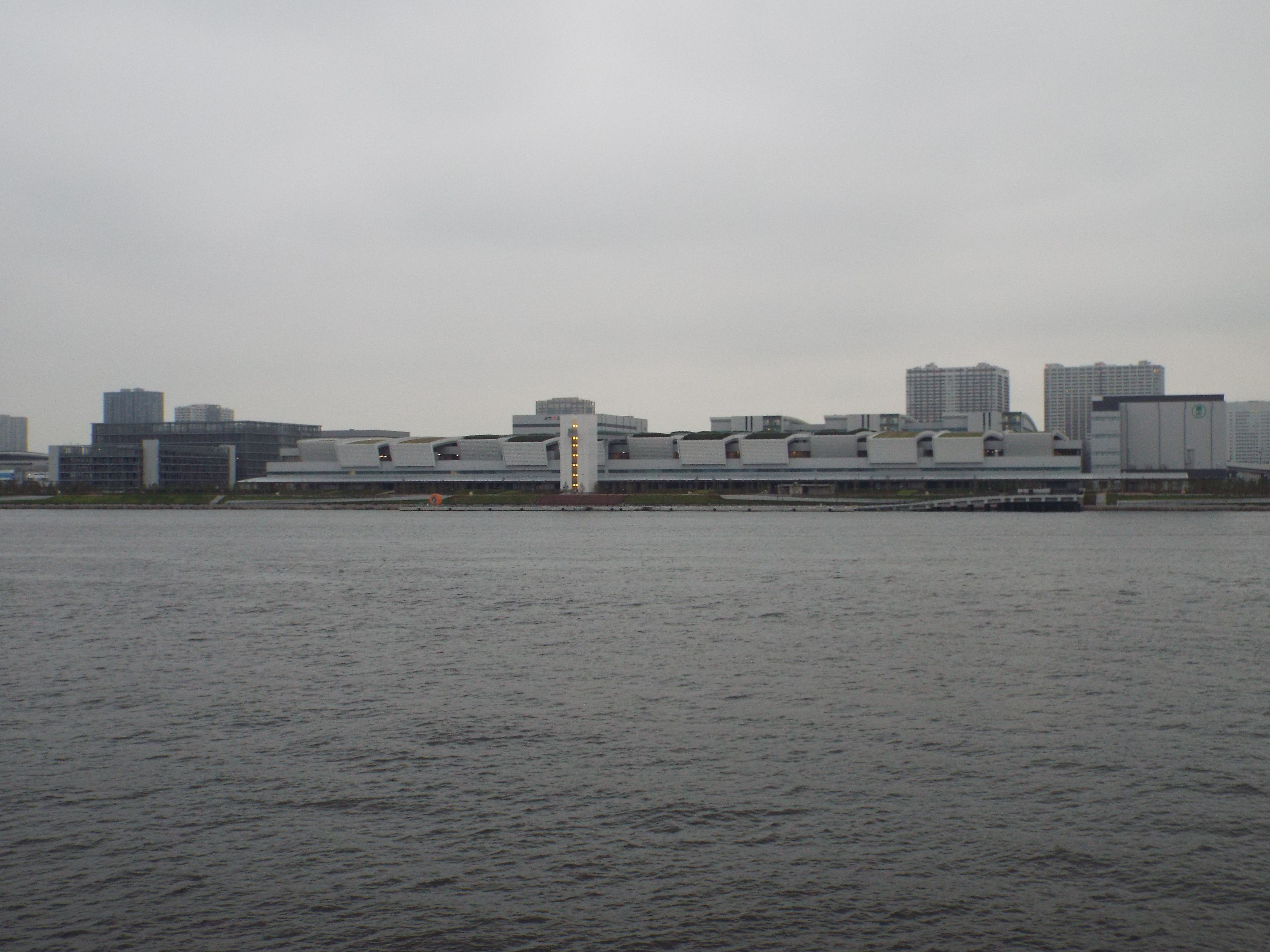
完成した豊洲市場の建物

築地市場移転問題（つきじしじょういてんもんだい）は、築地市場の機能を東京都江東区豊洲の豊洲市場に移転するにあたって発生した諸問題のことである。豊洲問題、豊洲市場問題などと報じられることもある。

## 概要
かねてから豊洲市場の土壌汚染問題が取り上げられる中、2016年（平成28年）8月に舛添要一都知事に代わって就任した小池百合子都知事は、8月31日に豊洲市場の同年11月7日の開場を延期すると共に、築地市場の解体工事も延期すると発表、元都知事である石原慎太郎を含め関係したとされる人物への聴取が行われた。
同年9月に、豊洲市場における土壌汚染対策等に関する専門家会議が設置され、座長に平田健正（元和歌山大学副学長）が、委員に駒井武（東北大学工学部教授）、内山巖雄（医師、京都大学名誉教授）が、オブザーバーに小島敏郎（弁護士、元環境省地球環境審議官）が、それぞれ就任した。
2017年（平成29年）3月19日、同会議は豊洲市場につき、科学的、法的に安全であるとの評価を行った。
2017年東京都議会議員選挙が迫る同年6月20日には、小池都知事が豊洲移転・築地再開発の方針を示した。同年7月2日に投開票された都議選では小池支持勢力である都民ファーストの会が大勝し、移転論への転向について信任が得られた形となった。
2018年（平成30年）9月13日、豊洲市場会場記念式典が実施された。

## 歴史

### 築地市場の問題点
築地市場は1935年（昭和10年）に開場して以降、戦後の取引量増大や輸送形態の転換で次第に手狭となっており、年を追うごとに深刻化していた。
- 搬出入車両や場内車両、および歩行者の動線が錯綜することによる場内事故の危険性
- 搬入の大型トラックの入場待ちが長時間化することによる交通安全上の問題、および商品の鮮度維持の問題
- 新たな設備を設置する場所がなく、需要の変化に対応できない
- 屋根のみで壁がない開放型の施設が多く、商品が風雨にさらされたり温度管理が不十分なまま仮置きされる
- 鉄道による搬出入を前提とした構造（東京市場駅）も、戦後の取引量増大や自動車輸送への転換により、実態にそぐわない

これに伴い、1950年代後半（昭和30年代）から仲卸売場の増設や屋上駐車場などといった施設の整備が行われ、同時に大井に大規模市場を建設する構想も上がった。
都は1970年代から移転を検討し始めるが、市場関係者の反対により実現せずにいた。1972年（昭和47年）、都は「第一次東京都卸売市場整備計画（以下、第x次計画）」の中で、既設市場の機能分散を目的として大井に市場を建設する旨を表明する。またその後の1977年（昭和52年）の第2次計画、1982年（昭和57年）の第3次計画にも同様の言及があり、都は大井市場建設による築地市場の過密解消を強く推進したが、水産業界は第3次計画策定と前後して行われた都の調査に対して「移転反対」との統一見解を出し、1985年（昭和60年）には築地本願寺で大井市場への機能分散に反対する総決起集会が開かれるまでに至った。
1986年（昭和61年）、都は東京都首脳部会議で「築地市場は移転せず現在地で再整備を行う」旨を決定し、これと前後して「築地市場再整備協議会（以下、協議会）」が設置された。1988年（昭和63年）に策定された「築地市場再整備基本計画」では、再整備後の築地市場は水産部が1階、青果部が2階、駐車場は屋上という立体的構造になることが発表され、翌々年には工期14年、総工費2380億円との試算が出された。
1991年（平成3年）の第5次計画でも改めて再整備について言及し、同時に仮設駐車場や仮設卸売市場などの建設工事が開始されたが、工事開始後から工期の遅れや整備費の増加（再試算で3400億円とされた）、および機器の移動や貨物の保管場所に関する場内業者との調整が難航するなどといった問題が顕在化し、都は基本計画の見直しを行わざるをえなくなる。
この結果、1996年（平成8年）の第6次計画では各部の施設を階層別配置ではなく平面配置として再計画することが提示されたが、工事が長期化するなどの懸念が上がり、業界6団体連盟は1998年（平成10年）、都に移転の可能性について調査・検討するよう求めた。しかし業界でも移転派と再整備派で分かれており、協議会はひとまず従来通りの再整備案を中心に協議を継続した。

### 移転決定
1999年（平成11年）に行われた協議では、再整備案について以下のような問題点が浮き彫りとなった。
- 営業を継続しながら少ない工事用地で再整備を完了させるには20年以上が必要で、費用の更なる増大が予想される
- 工事による場内の混雑や動線の制約などで顧客離れが起き、営業にも深刻な影響が出る
- 工事が完了しても施設規模は従来施設を若干上回るだけで、積弊の根本的解決は果たせない

築地市場は従来の業務集積地である銀座や新橋から2キロ弱という立地、また戦前から稼働してきた伝統と歴史という点では大きな利があるが、その面積では改修に莫大な時間と費用がかかる上、将来的な時代の変遷や流通の変化にも対応できないことから、同年中に業界と都の間で移転整備へ方向転換すべきことが確認され、2001年（平成13年）の第7次計画では、江東区豊洲への移転が明記されるに至った。
移転先を豊洲としたのは、「必要な面積（40ヘクタール）が確保できる」「大消費地に近く交通の便も良好である」「築地市場の商圏から極端に離れていない」という条件が揃い、用地確保や立地の面で市場に適していると判断されたためである。
（以上、年表は東京都の築地市場移転決定に至る経緯を参照のこと）
1999年（平成11年）から2012年（平成24年）まで東京都知事であった石原慎太郎は「築地は古くて清潔でない。都民や消費者の利益を考えれば、市場を維持するわけにはいかない。ほかに適地はない」と述べており、また石原が2007年の都知事選挙に於いて三選された後の記者会見を行った際も「築地市場には大量のアスベストが存在しており、移転は必要である」と発言している。

### 豊洲用地について
江東区豊洲は1954年（昭和29年）の造成当初から大部分が工業用地として用いられていたが、1980年代以降はそれらの移転に伴って未利用地が多くなった。1990年（平成2年）から東京都は「豊洲・晴海開発整備計画」を策定し、都と江東区の他、土地を保有する東京ガスやIHIなどの各企業によって住居や商業施設を中心とする街作りが進められていた。
東京都は築地市場の移転がほぼ確定した1999年11月、これら開発地域のうち旧豊洲埠頭頭端部の土地（以下、豊洲用地）について、保有者である東京ガスに市場用地として譲渡してもらうよう打診を始めた。埠頭頭端部としたのは、従来の再開発計画との調和を図り、新しくできる豊洲の市街地を他地域から遠ざけないためであった。
この豊洲用地には1954年（昭和29年）～1988年（昭和63年）まで東京ガス豊洲工場があり、日本最大級の都市ガス製造プラントとして東京のガス需要を支えていた。1956年（昭和31年）～1976年（昭和51年）にかけては、当地で石炭ガス製造のために石炭やコークス置き場が設置されていた。
東京ガスは豊洲工場の閉鎖後、先述の整備計画に則って独自の開発計画を進めており、また工場操業由来の土壌汚染があることを認識していたことから、これに向けて1998年から1999年にかけて独自の土壌汚染調査・対策工事を行っていた。都から打診を受けた東京ガスはこれらの事実を伝え、埠頭の根本にある都有地を市場用地として利用するよう返答したが、前述の理由から都は再度説得し、東京ガスは2001年（平成13年）7月、譲渡要請に応じた。この時に、万全な土壌汚染対策を要することが二者間で確認された。
2001年8月、都は江東区に市場移転の旨を正式に申し入れ、江東区も翌年から翌々年にかけ新市場に関する各計画に合意した。この際、江東区は市場受入の条件として、都に「土壌汚染対策」「地下鉄8号線の延伸を含む交通対策」「賑わい施設の整備」の履行を求めた。また、2006年（平成18年）に豊洲用地付近に延伸開業したゆりかもめの駅名も「市場前駅」となった。

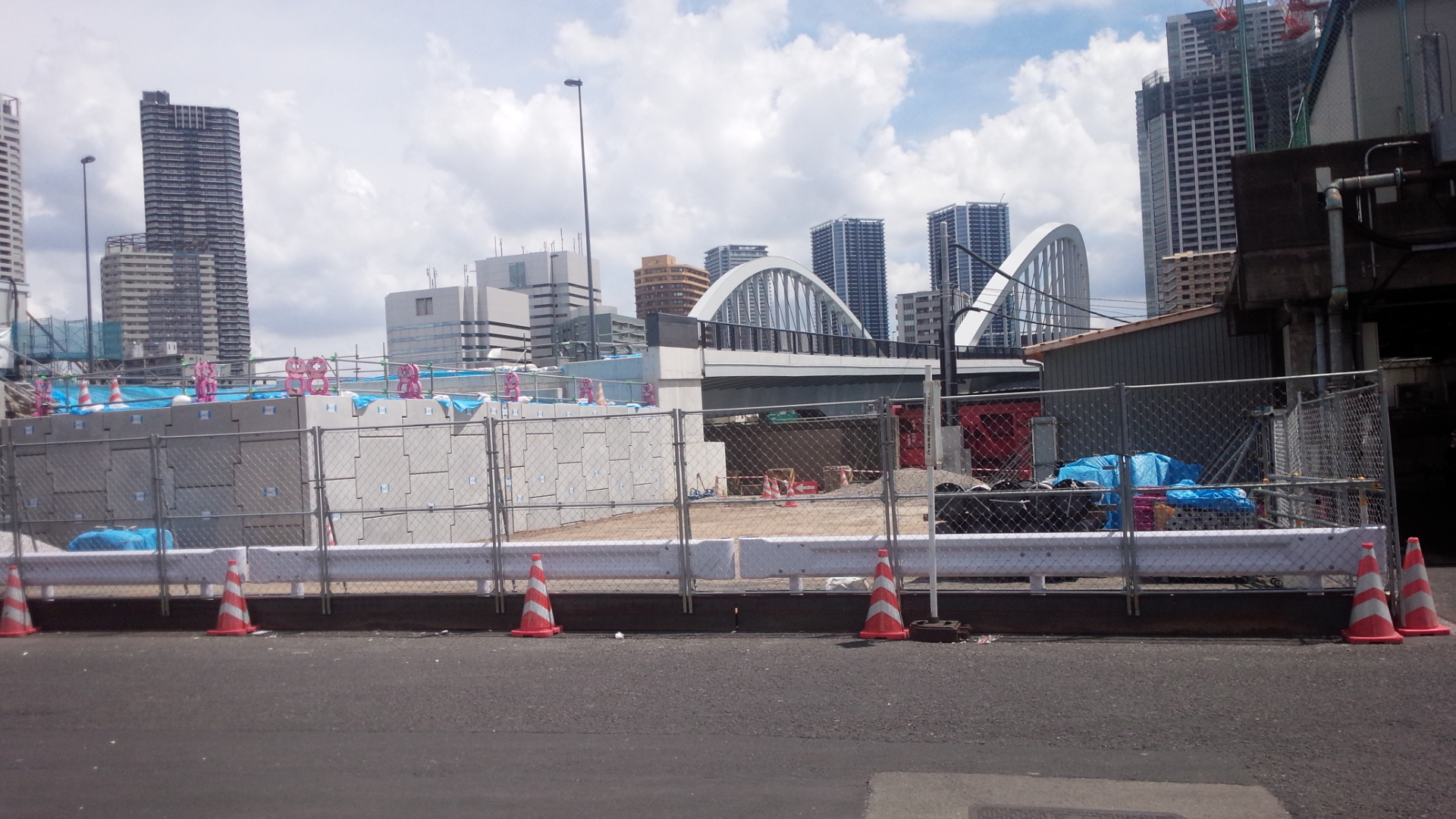
工事が中断した環状二号線の築地大橋（築地市場内から撮影）

この土壌汚染のため、東京都議会においては当時の民主党などが反対していた。東京都は、汚染された土を掘り出し浄化処理して埋め戻したことから問題はないとして移転計画を推進したが、汚染を危惧する声は継続して上がっていた。
実際に、都が2007年（平成19年）10月6日に発表した調査結果で地下水はベンゼン、シアン化合物、鉛、ヒ素が環境基準を、土壌はベンゼン、シアン化合物、ヒ素が環境基準を上回る汚染が明らかになった。
都は2009年（平成21年）、専門家会議に基づき「浄化した土壌の上に盛り土を行う」という方式で土壌汚染対策を行うこととした。また、移転費用は市場会計と築地市場の土地売却で賄い、税金（一般会計）を使わずに行えるとされた。

### 築地の土壌汚染
築地市場においても、大日本帝国海軍の毒ガスや化学兵器の研究を行う「技術研究所研究部化学兵器研究室」が設けられていた時期があったことや、地下には第五福竜丸によって水揚げされた、ビキニ環礁の水爆で被爆したマグロ（当時「原爆マグロ」と呼ばれた）が埋められており、土壌汚染の処理の必要があった。ただし、それによる汚染を客観的に数値化した資料は存在していなかった。

### 都議会民主党による反発
2009年（平成21年）7月の東京都議会選挙の結果、移転賛成派の自由民主党に代わって反対派の民主党が都議会第一党となり、移転へのハードルが上がった。同年9月には民主党の赤松広隆農林水産大臣(当時)が築地市場を訪れ、安全性が担保されない限り、卸売市場法に基づく許認可を出さない方針を表明している。民主党は豊洲移転に替わる案として、晴海地区を利用し、現在の築地市場を再整備する案を表明。この案には民主党の他に日本共産党も賛成しており、豊洲移転推進派の自由民主党と公明党は反対していた。
しかしその後、都議会民主党は都が関係者と合意したことで移転賛成に転じた。2012年（平成24年）3月29日の都議会では、市場移転費用を含む新年度予算案が賛成多数で可決し、移転はほぼ確実になった。その後も工事と同時並行で協議は進み、2014年（平成26年）12月17日の新市場建設協議会において、2016年（平成28年）11月7日に豊洲市場を開場する方向で正式に決定した。

### 住民訴訟と小池都知事就任
前述の土壌問題について、2010年（平成22年）から一部住民が住民監査請求を求めていたが、都は不開示の裁定を下した。2012年（平成24年）5月に築地の仲買人を含めた住民は東京地裁に対して、土壌汚染対策費を適正に見込まない価格で土地の売買契約を結び、都に損害を与えたとして、当時の都知事であった石原慎太郎に対して土地購入額約578億円を請求する民事訴訟を提訴。
2016年8月、舛添要一の海外出張費公私混同事案による辞任で行われた2016年東京都知事選挙で、小池百合子が自民党推薦候補を破って都知事に就任。築地市場の移転先となる豊洲市場の全施設は2016年5月に完成し、同年11月10日の完全移転・開業を予定していたが、同年8月31日に新都知事の小池百合子が「土壌汚染対策に不安が残る」として開場の延期を宣言。更に同年9月11日、都議会共産党によって敷地の一部で盛り土が行われていなかったことが判明した。
実際はコンクリート壁に囲まれた床のない空洞になっており、有害物質を含む地下水が貯まっていた。都による調査の結果、この構造物は土壌汚染対策作業を行うためのモニタリング空間であり、2010年（平成22年）～2011年（平成23年）にかけて設計書に盛り込まれたことが判明した。
改正土壌汚染対策法に対応するため、東京都はある時期に盛り土を行わずに地下空間を設ける決定をしたが、計画から完成まで長期間かかったことなどにより盛り土をしない決定をした事実が担当者に引き継がれず、東京都は盛り土をされたものと認識し、そのように説明をしていた

。盛り土を行わなかったことには問題はなく、間違った説明をしてきたことが問題となった。
2016年9月には、建設許可を与えた当時の都知事である石原の自宅前にワイドショーを含めた記者、リポーターが張り込む事が増え、同年10月7日小池は知事定例記者会見の場で石原に対して公開質問状を送付し、公開の場で意見開陳するよう求めた。
しかし、石原は同月3日に公開ヒアリングの内容を明かし、自身は小池と一対一での面談を求めていたが、小池からメディアを入れた公開ヒアリングを提示された事を難色を示し、特に2013年に脳梗塞を発症し、回復はしているものの、この時点で半身に障害が残っており、記憶についても曖昧であると見解を示した。
石原は小池に対して同月14日付にて質問状の内容を返答し、同月25日に回答内容を公開した。
しかし、小池が望む回答ではなく、用地交渉や土壌汚染対策などは部下に任せており「記憶にない」、「13年半の在任中に決裁した案件数は膨大であり、本書の回答以上の記憶はない」とした上で、石原が知事に就任する前から2016年9月までの資料を全て公開するよう小池に対して要望し、「無責任に聞こえるかもしれないが、記憶の問題ではなく、資料がすべてを物語ってくれる」と回答し、道義的責任については、「専門的な内容の事項について道義的責任をご質問いただくことに些か複雑な思いを感じざるを得ないが、市場関係者の皆さんを含め、東京都民の皆さんや国民の皆さんに対しては、結果としてこのような事態に立ち至っていることについてまことに申し訳なく思う」と陳謝し、謝罪の弁を述べている。
当時市場長を務めていた比留間英人東京メトロ副会長は、当時の石原知事から、地下にコンクリートの箱を埋める案について、検討を指示されたと証言した。一方、石原元知事は、「専門委員から聞いて、私が逆にこんな話があると言った」との説明を行った。

### 百条委員会
小池は石原の回答に対して非常に不満を抱き、再度ヒアリングを要請する事を求める見解を示し、翌2017年（平成29年）1月の都議会定例会開会以後、当該事象の石原に対する調査として、2月22日から都議会は豊洲市場移転問題に関する調査特別委員会において審議を行っており、同年2月7日に都議会の全会一致にて石原と元副知事であった濱渦武生を参考人招致する事が決定していた。ただし、石原は長時間の質問に耐えられる状態ではない事が懸念されていた。また、後述の百条委員会の設置について、自民党都議団の中から野党側に同調する造反者が生まれ、後に自民党会派から離脱する事態となった。
しかし、同年2月20日に開かれた議員運営委員会にて、東京改革議員団（民進党）、日本共産党東京都議議団の会派は調査特別委員会（百条委員会）の設置を求め、都議会公明党もそれに乗じ、百条委員会の設置が決定し、同年3月16日に正式設置。
同年3月11日から特別委員会が開かれ、都が事前に提出した資料には石原就任前の知事であった青島幸男からの引継ぎ書類に豊洲へ移転させる方向性が示され、それ以外の候補地は記されていなかった。
18日の委員会審議の中で、元東京都中央卸売市場長であった岡田至が東京ガス側に対して、東京ガスが法令上の対策を能動的に済ませていた経過を鑑みて、自らの判断で土壌汚染対策費の追加負担を求めない事を決定し、「瑕疵担保責任の放棄には当たらない」との証言を行い、岡田の前任者であった比留間英人は、前述の土壌汚染が俎上に上がった際、代替地や築地再整備への議論の有無を問われ「議論を行わず、「再々議論はなし」と言う結論の元で、豊洲移転で進めた。」と証言した。
翌19日に前述の濱渦が招致され、濱渦が東京都側の交渉記録において、2000年10月に東京ガスに対して水面下での交渉を申し入れた事について問われ、「当時、先方（東京ガス）側に独自の豊洲の開発計画があり、株主等に説明済のため、先方の意向を忖度しないとうまくいかない。私は『水面下、結構です』と申し上げた」と明かし、当時の東京ガスとの直接交渉担当者だった元都政策報道室理事の赤星経昭に対して「（土壌汚染で）地価が下落して困るだろうから、知事の安全宣言で東ガスを救済しろ。」とのメモの内容を証拠して質問された際、「私は承知していない。知事が安全宣言なんてできるわけがない」と否定し、地権者と東京ガスとの間との「水面下の交渉」に対して、「『水面下の交渉』と言う趣旨にについて誤解しており、『丁寧にやろう』という趣旨で悪い言葉ではない」と見解を述べ、翌2001年7月時点で確認書の存在に関しては「全く知らない」と証言した。
最終日の20日、石原が招致され、特別委員会及び百条委員会設置前から主張していた、用地買収交渉は「部下に一任しており、都庁全体の流れで市場移転を豊洲に決定し、組織の長として移転を裁可した責任は認める」と証言し、政治問題化させた小池に対して、「科学者が安全と言うのに、なぜ移転しないのか不可解だし、不作為の責任が問われるべきだ。都民を第一に考えて移転しなければならない」と批判を展開した。
翌々週の4月11日には、元知事本部長→本局長であった前川燿男が証人として招致され、濱渦の証言を真っ向から否定し、「所管局を含め、他部局についても、（濱渦が）直接指揮しており、手紙は現実の存在であり、職員から濱渦に対する『詫び状』が存在し、（部局の）部長の手紙の認め方が気に召さなかったため、突き返された」と証言し、「実体上の決定権者は濱渦（当時）副知事で、終始一貫して責任を持っていた」と濱渦への権限集中ぶりを強調する証言を行った。
百条委員会を開会したが、計24人の証人と20時間以上に及ぶ喚問を行った結果、百条委員会設置を求めた会派は「濱渦の偽証疑惑を引き出せた事が成果」と強調したが、実態は石原及び濱渦が豊洲移転に際して、当初究明しようとした「移転先となった豊洲への経緯」や「土壌汚染対策の費用分担」に関する決定過程、「不可解な裁可を決定した」と言う確たる証言を得ることができず、追加の証人喚問に消極的な声も出ており、消化不良状態であった。
同年4月6日に同委員会の理事会は今後の日程を協議し、その中で委員会メンバーの賛成多数により、濱渦、赤星両名の偽証認定を議決する方向で合意。
その間、濱渦は同年4月10日に都庁内で前述の石原のように自宅至近に記者、リポーターが張り込んで近所迷惑になっている事を鑑みて、委員会の証人質問に対する反駁の記者会見を行い、「自らの言い訳のための記者会見ではなく、記者の疑問をぶつけて欲しい」と述べ、「海鮮物の輸送方法がトラック輸送メインの昨今、豊洲の地の利が（船が）海に接岸する事もなく、同所にする是非を石原に諫言したが、『（都庁経企幹部から）決まっているので豊洲で進めて欲しい』、『東京ガスからいい返事がないから、こう言う（交渉）話は役人は無理だから、お前がやれ』と告げられ、人間関係が良好でないと交渉が前進しない前提があるので、理事の（直属の）上司は局長であるが、私が直接赤星（当時：経昭元政策報道室）理事に交渉担当をお願いした。」、「（東京ガスは株主等から）、街づくりを急に止めて（迷惑施設の）市場を建築しろと言うのは納得行かず、このプロセスではダメなので水面下で交渉して欲しいと告げられた、向こう側を慮って了承し、赤星が覚書の中に『市場機能を乗り込んだまちづくり』と言う文言を（土地所有者の東京ガス関連企業である）豊洲開発社長の江口洋（さん）、市野紀生（東京ガス元会長）（さん）と合意した。」、「（市場内の）護岸工事を都側の施工予定だったため、その際に土壌汚染は双方(2017年4月時点程の情報量の)認識はされておらず、エネルギー会社程の調査技術を持ち合わせてないため、（どの範囲でどれだけの汚染度の）調査をお願いし、土壌改良されないと用地取得が出来ない事を江口社長に告げ、了承して貰って基本合意を行ったので、委員会質疑で提出されたメモの存在等認知しておらず、石原知事から『（基本合意後の交渉について）おまえはそこまででいい』と告げられ終了した話。」であり、「メモだけで指示が出る都政なんてあり得ず、交渉には関わってない」、「前川さんの（委員会証言に対して）反駁はありません。言及するなら、（再喚問された場合の）委員会で発言し、（手紙の件は）本人が持参すべき内容で全て後付けの証言であり、このような状態で委員会が結了すべきか(都民及びメディア含め)皆さんにも考えて欲しい」、（前川の「手紙」証言に対し）石原都政2期目以後、特別秘書時に石原の思慮内容を訳す役割でもあったため、職員に対して意思統一のため自分を通しての話が早いと思ってた部分もあり、(ディーゼル規制政策策定時)交渉の相手方に2人しか所持してないペーパーが渡った事で、担当の部長へ始末書を書かせた際に署名をワープロソフトで書いた事を叱責した事を恨まれて証言されたのかも」事を説明した。
4月28日に自民党会派以外の会派が求める両名に対し、百条委員会の委員長であった桜井浩之（自民）が偽証認定を拒否する意思を示すため、委員長職の辞意を表明したが、賛成多数で可決、同年5月18日に新たな委員長として、副委員長であった谷村孝彦（公明）が選任され、同月31日での採決が決定。
5月24日に意見開陳が行われ、自民党都議団以外の全会派（都民ファーストの会含む）は「濱渦と赤星が虚偽の陳述を行った」と認定する意見を提出された事で告発の議決を求められ、同月31日の委員会で濱渦、赤星両名の偽証認定と24日の委員会で河野雄紀（自民）の発言に対して音喜多駿（当時：都民ファースト）が動議して、問責決議を提出し、双方の内容は可決。同年6月2日に通常は採択されない、同委員会委員長提案の報告書内容が賛成多数で可決され、百条委員会は結了。濱渦、赤星両名を地方自治法違反（偽証）容疑で東京地検に告発した。

### 小池による移転見直し
その後、小池百合子は2017年（平成29年）6月20日に「一度豊洲に移転し、5年後再び築地に戻す」としたが、同年12月20日には「2018年（平成30年）11月10日に移転し、築地市場は解体する」と改めた。また、これらと並行して追加対策工事の計画も進行し、空洞内の床設置や地下水管理システムの強化、換気機能の追加などを行う工事が2017年12月18日より開始された。
しかし、延期決定から築地市場解体決定までに1年4ヶ月弱を要し、その間に小池百合子が度々姿勢を転換させたため、市場関係者以外にも混乱を招き、移転が決定してもなお以下のような影響を残すこととなった。
- 築地市場跡地を利用して建設される予定だった環二通りを五輪開幕までに開通させることが不可能となり、五輪・パラ関連輸送は従来の道路（晴海通り・有明通りなど）を使用することとなった。これにより五輪・パラ期間中に激しい交通渋滞が起こるおそれが指摘された[53]。
- 移転延期後、豊洲への移転準備を終えていた築地市場従事者に対する補償を行うこととなったが、都が豊洲市場の整備に一般会計から拠出しない方針を示していたため、補償も市場会計から行うこととなった[22]。しかし市場会計は東京都全11市場から積み立てられたものであるため、築地従事者でも移転しない者や、他市場従事者などとの不公平性が指摘されている[54]。
- 豊洲市場には観光客受け入れ施設（通称：千客万来施設）を併設する予定であったが、延期決定直後に小池百合子が築地にも同様の施設を建設することを提案したため、これとの競合を懸念した運営事業者が施設の計画を一時凍結した。都と事業者の間で協議が重ねられ、2018年には事業者から改めて継続の意思が示されたが、着工は東京五輪・パラ閉幕後と、当初の予定から大きく延期されることとなった[55]。

### 不起訴処分と安全宣言
2018年3月30日、東京地検は濱渦と赤星双方の告発は嫌疑不十分とし、不起訴処分の判断を示した。また、前述の石原に対しての住民訴訟については、2020年7月21日に東京地裁は「購入は裁量の範囲内で、石原に賠償責任はない」との判断を示し、住民側の請求を棄却。この判決を不服とし、住民側は東京高裁に上告したが、翌2021年4月11日に上告を退ける判決を示した。
結果的に、東京都の公費1500万円を投入し、石原以下を吊し上げた人民裁判的政治ショーとして、石原と知己であるジャーナリストの櫻井よしこ、有本香、文芸評論家の小川栄太郎はこの様相を激しく非難し、元自民党都議団の都議会議員であった河野雄紀は自著を執筆し、特別委員会及び百条委員会の設置迄の実態を開陳した。
2018年7月31日、土壌汚染対策の追加工事が完了し、「将来リスクを踏まえた安全性が確保された」として、小池百合子により豊洲市場の安全宣言が出された。

## 移転後の築地再開発
築地市場は従来の業務集積地と開発が進む湾岸地帯の間に位置しており、築地市場の至近を経由してこれらを結ぶ晴海通りは恒常的に混雑していた。東京都は市場改修事業中の1993年（平成5年）に東京都市計画道路環状第二号線（現在の外堀通りと環二通り）の計画を、汐留から有明の区間を地下トンネルを用いて延伸するよう変更し、晴海通りの混雑解消や湾岸地域の更なる活性化を目指した。
移転決定から6年後の2007年（平成19年）には汐留～有明を高架道路とする計画に変更され、環二通りは築地市場跡地の地上を経由することが確定する。
鈴木五十三弁護士が座長を務める築地市場移転問題補償検討委員会で、移転延期に伴う業者の損失補償の補償範囲や額について検討を行われていたが、豊洲市場への移転延期に伴う補償審査委員会において9億円の補償が行われることが決定した。

### 石原～舛添都政時代
移転後の築地市場跡地の活用方法としては、当初2016年東京オリンピックのメディアセンターとする構想を明らかにしていたが、2008年（平成20年）10月31日の定例記者会見で石原都知事はこれを断念し、東京ビッグサイトにメディアセンターを設置する方針を表明した（なお2016年東京オリンピックは落選し、2020年に開催される予定が延期された）。
石原都知事は2006年（平成18年）9月8日の定例記者会見において築地市場跡地に「NHKが移転する」と発言し波紋を広げたが、NHKは「そんな計画はない」と完全否定している。また、プロ野球球団・読売ジャイアンツ（巨人）を運営している読売新聞グループ本社が築地市場跡地に野球場を建設し、巨人の本拠地を東京ドームから築地新球場に移す案もあったが、豊洲への新市場移転が遅れたこともあり、頓挫している。
2013年9月には2020年のオリンピック・パラリンピックを東京で開催することが決定し、沿線の晴海や有明に関連施設を設けることとなった。これにより環二通りは開催期間中の選手輸送も担うこととなった。

### 小池都政時代
跡地の用途は2016年時点で環二通り以外特に確定していなかった。
2017年東京都議会議員選挙に先立ち、環状2号線エリアを先行整備し、2020年東京オリンピック・パラリンピック期間中は跡地を輸送拠点として暫定整備する方針、および大会終了後に築地の再開発を行う方針を発表した。2018年度中に街づくりの方針を策定し、その後埋蔵物調査、土壌汚染調査、設計などを行うとしていた。
2018年7月、都が策定する「築地まちづくり方針（仮称）」の原案を検討するため、「築地まちづくり検討委員会」が設置された。
2019年3月、築地地区のまちづくりの将来像や方向性、進め方を示す「築地まちづくり方針」が策定され、国内外から多くの人々が訪れ、交流が促進され、更なるにぎわいが生み出される地域の中核を形成するため、会議場や大規模集客・交流施設等の機能を導入することなどが示された。
2020年9月、「築地地区まちづくりの事業者募集の方向性について」が公表され、先行整備と本格整備の事業者を一体的に募集する方向で、事業の実施方針等を検討していくこととされた。
2021年6月の一時期、新型コロナウイルスの大流行に伴いワクチンの大規模接種を行うための場所を確保する必要性が生じたため、主に公務員（警視庁や東京消防庁職員）向けのワクチン大規模接種会場として、同跡地が使用された。
2022年3月、事業者募集に向けた具体的な事業の条件を示す「築地地区まちづくり事業事業実施方針」が公表された。11月、事業者募集の手続や契約の条件などを示す「築地地区まちづくり事業事業者募集要項」が公表され、事業者の募集が開始された。
2023年8月、応募者からの提案が受付された。
2024年4月19日、都は築地市場跡地の再開発の事業予定者に、三井不動産を中心とする企業グループを選んだと公表した。事業予定者のグループ名は、「ONE PARK×ONE TOWN」、構成員は、三井不動産（代表企業）、トヨタ不動産、読売新聞グループ本社、鹿島建設、清水建設、大成建設、竹中工務店、日建設計、パシフィックコンサルタンツ、朝日新聞社、トヨタ自動車の11社。